# Pimpla silvicola
Pimpla silvicola là một loài tò vò trong họ Ichneumonidae.